# Streblocera debellata
Streblocera debellata är en stekelart som beskrevs av Papp 1985. Streblocera debellata ingår i släktet Streblocera och familjen bracksteklar. Inga underarter finns listade i Catalogue of Life.